# 프랜시스 호지슨 버넷
프랜시스 호지슨 버넷(영어: Frances Hodgson Burnett, 문화어: 프란씨스 호지슨 버네트, 1849년 11월 24일 ~ 1924년 10월 29일)은 영국 맨체스터에서 태어난 미국의 소설가로, 본명은 프랜시스 일라이자 버넷(영어: Frances Eliza Burnett)이다.
그녀는 어릴 때부터 많은 동화와 소설을 즐겨 읽었다. 1854년 철물점 주인이었던 아버지의 죽음 이후에 1865년 미국 테네시주로 이주하여 생계를 위하여 작가로 활동했다. 1868년 그녀는 여성잡지와 패션잡지에 자신의 글을 발표하기 시작했다. 그의 재능을 알아본 편집자에 의해 그의 글이 출판되면서 작가로 인정받았다. 1873년 의사 스완 버넷과 워싱턴 D.C.에서 결혼을 하지만 이후에 이혼했다. 1924년 10월 29일 뉴욕주에서 사망했다.
대표적인 작품으로는 1886년 《소공자》, 1888년《소공녀》, 1909년 《비밀의 화원》 등이 있다. 그의 동화들은 따뜻하고 감성이 풍부한게 장점이지만, 평범하게 살던 소년이 우연히 자신이 귀족임을 알게 된다는 등의 허황된 이야기를 한다는 논란에 휘말리기도 했다. 그 밖에 동화 27편, 소설 17편, 희곡 3편이 있다.